# 汉斯·贝里隆德
汉斯·贝里隆德（瑞典語：Hans Berglund，1918年2月24日—2006年9月17日），瑞典男子皮划艇运动员。他曾代表瑞典参加1948年夏季奥林匹克运动会皮划艇比赛，获得男子双人皮艇1000米金牌。